# Psylliodes saulcyi
Psylliodes saulcyi es una especie de insecto coleóptero de la familia Chrysomelidae.
Fue descrita científicamente en 1867 por Allard.